# Communauté de communes du Val d’Argent
Die Communauté de communes du Val d’Argent ist ein französischer Gemeindeverband mit der Rechtsform einer Communauté de communes im Département Haut-Rhin in der Region Grand Est. Sie wurde am 22. Dezember 2000 gegründet und umfasst vier Gemeinden. Der Verwaltungssitz befindet sich im Ort Sainte-Croix-aux-Mines.

## Mitgliedsgemeinden
| Gemeinde                               | Einwohner 1. Januar 2022 | Fläche km² | Dichte Einw./km² | Code INSEE | Postleitzahl |
| -------------------------------------- | ------------------------ | ---------- | ---------------- | ---------- | ------------ |
| Lièpvre                                | 1.647                    | 12,55      | 131              | 68185      | 68660        |
| Rombach-le-Franc                       | 785                      | 17,87      | 44               | 68283      | 68660        |
| Sainte-Croix-aux-Mines                 | 1.756                    | 27,85      | 63               | 68294      | 68160        |
| Sainte-Marie-aux-Mines                 | 4.945                    | 45,23      | 109              | 68298      | 68160        |
| Communauté de communes du Val d’Argent | 9.133                    | 103,50     | 88               | –          | –            |